# På Österåker
På Österåker( En Österåker) es el cuarto álbum en vivo del cantante country Johnny Cash lanzado en el año 1973 bajo el sello disquero Columbia. El álbum fue grabado durante la presentación que hizo Cash en la prisión de Österåker en Suecia el 3 de octubre de 1972, como Cash ya tenía experiencia con álbumes en vivo como con At San Quentin y At Folsom Prison los cuales fuero extremadamente exitosos quería repetir el mismo éxito pero no salió bien y al no tener canciones conocidas de Cash el disco no fue bien recibido. El disco si posee una nueva versión de la canción "Me and Bobby McGee" de Kris Kristofferson y se lanzó solo una canción publicitariamente "Orleans Parish Prison" la cual tampoco fue bien recibida por la gente.

## Canciones
1. Orleans Parish Prison – 2:32
(Dick Feller)
2. Jacob Green – 3:07
(Cash)
3. Me and Bobby McGee – 3:11
(Fred Foster y Kris Kristofferson)
4. Prisoner's Song – 2:24
(Guy Massey)
5. Invertebraes – 2:27
(Cash, Craig Dillingham y A. C. Johnston)
6. That Silver Haired Daddy of Mine – 3:08
(Gene Autry y Jimmy Long)
7. City Jail – 3:56
(Cash)
8. Life of a Prisoner – 2:49
(Larry Wilkerson)
9. Looking Back in Anger – 2:14
(Harlan Sanders y Glen Sherley)
10. Nobody Cared – 2:07
(Cash)
11. Help Me Make It Through the Night – 3:09
(Kristofferson)
12. I Saw a Man – 3:03
(Arthur "Guitar Boogie" Smith)

## Posición en listas
Canciones - Billboard (América del Norte)
| Año  | Canción                 | Tabla             | Posición |
| ---- | ----------------------- | ----------------- | -------- |
| 1974 | "Orleans Parish Prison" | Canciones Country | 52       |